# Dolmen von Combe de Sole
Die drei Dolmen von Combe de Sole 1 – 3 (auch Dolmen de la Combe de Saule A, B und C genannt) liegen in Marcilhac-sur-Célé, in einer Reihe an der Straße Chemin de Cajarc à Saint-Sulpice, am Rand von Saint-Chels im Département Lot in Frankreich. In der Nähe liegen vier weitere Dolmen. Dolmen ist in Frankreich der Oberbegriff für neolithische Megalithanlagen aller Art (siehe: Französische Nomenklatur).

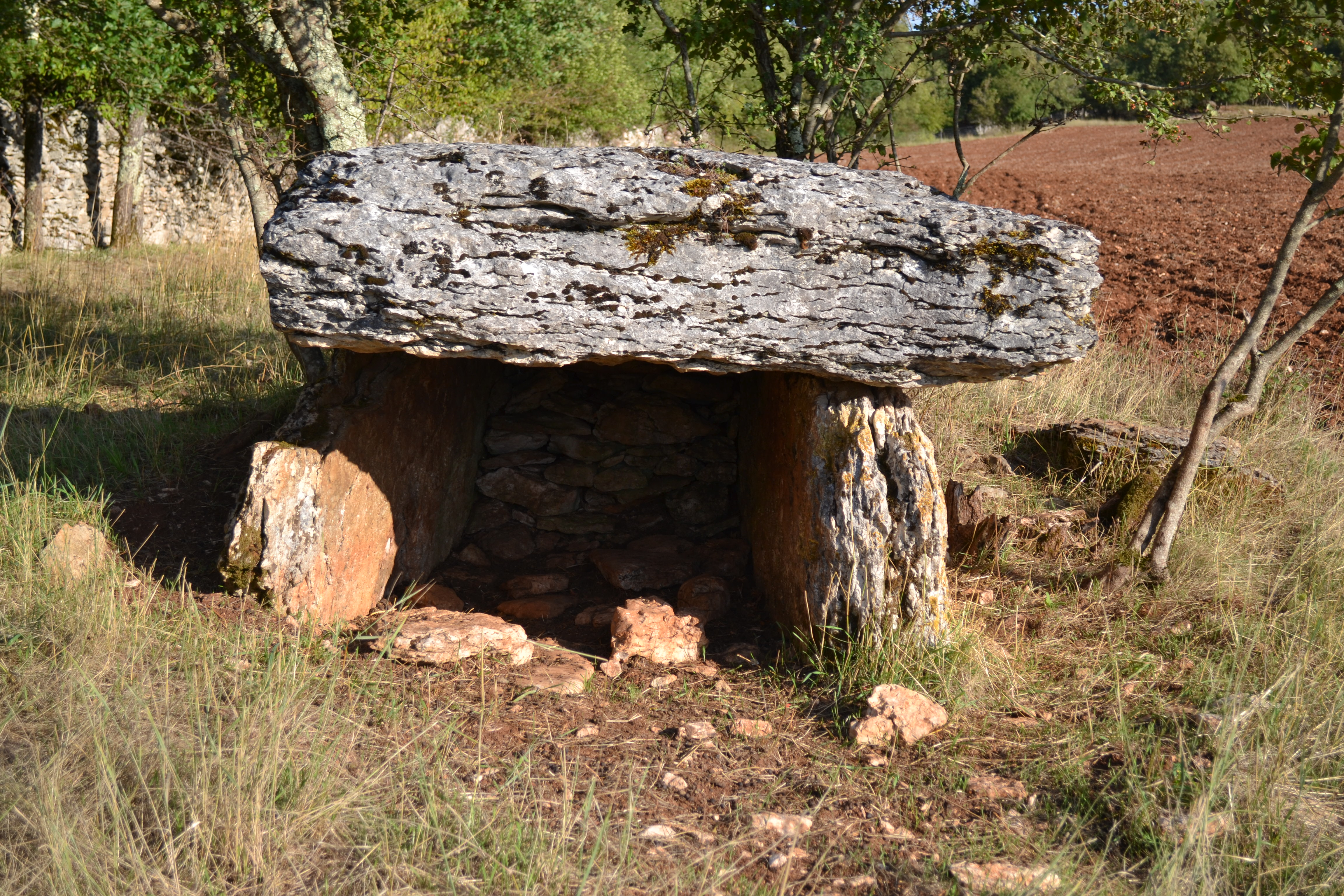
Dolmen von Combe de Sole 1

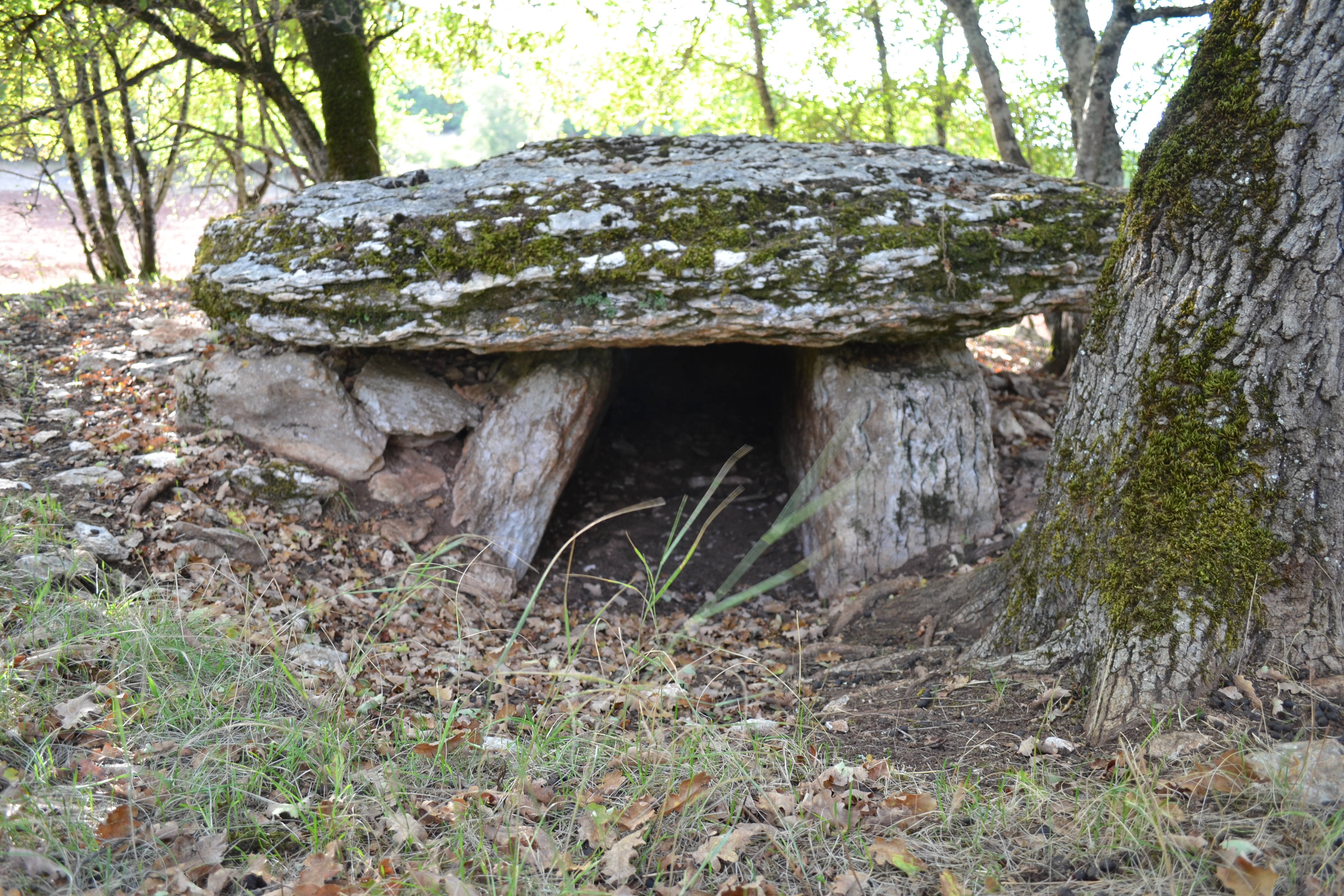
Dolmen von Combe de Sole 2

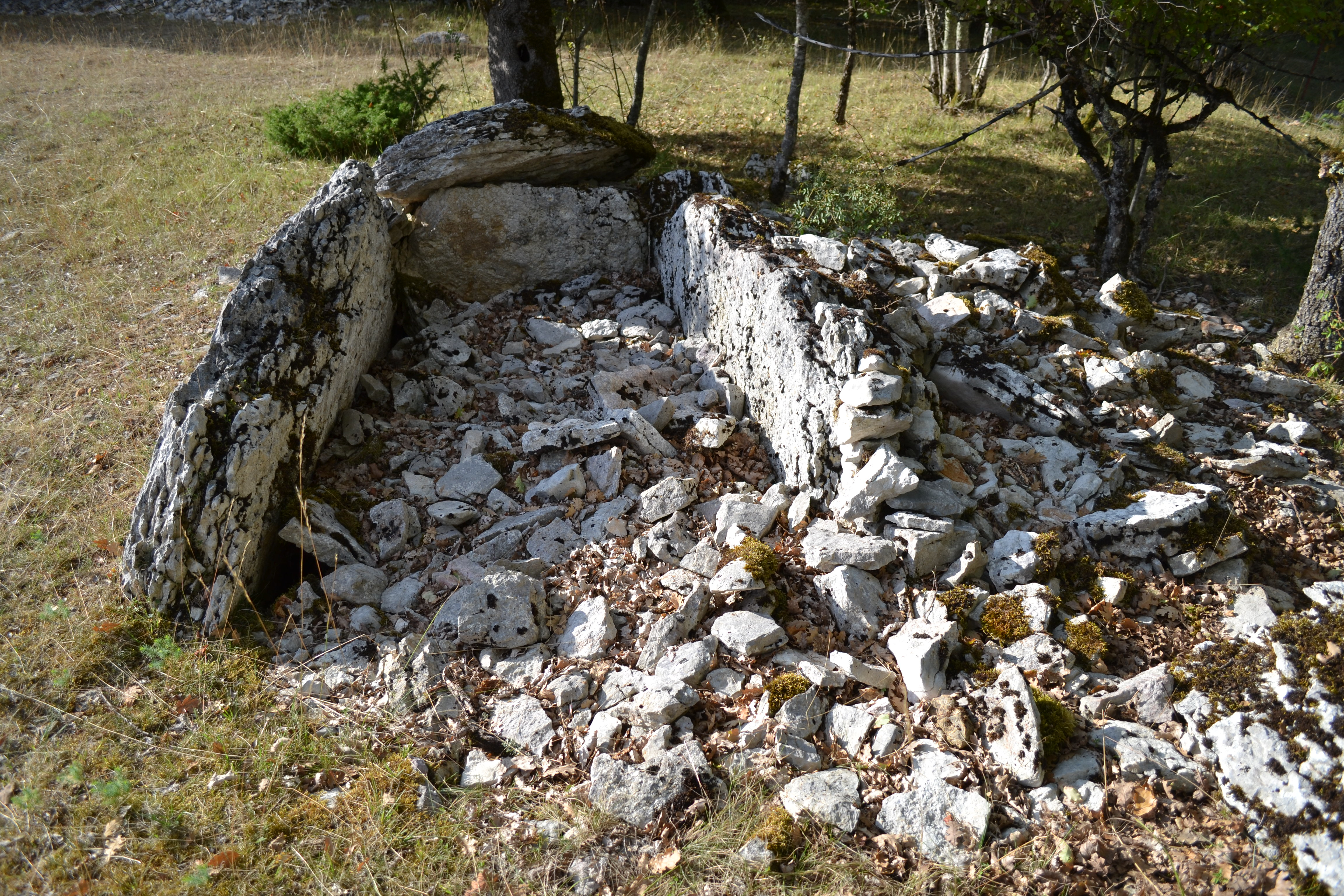
Dolmen von Combe de Sole 3

## Dolmen 1
Dolmen 1 im Süden ist ein mittelgroßer einfacher Dolmen (französisch Dolmen simple). Der Hügel ist fast abgetragen. Die nach Süden offene Kammer ist 1,1 m breit. Die beiden Tragsteine messen etwa 2,7 × 0,8/0,85 m und sind 0,3 m stark. Der seitlich überstehende Deckstein ist 0,5 m stark und misst 2,3 × 1,9 m. Eine niedrige Mauer aus Trockenmauerwerk an der Südseite stammt von der Verwendung als landwirtschaftlicher Schuppen.

## Dolmen 2
Die Abmessungen des 200 m entfernten Dolmen 2 sind durch den allseits überstehenden 0,45 m starken Deckstein von etwa 5,0 × 2,9 m monumental. Der Tumulus, mit einem Durchmesser von etwa 15 m ist leicht beschädigt und zeigt eine Reihe von Randsteinen um die recht kleine, etwa 1,0 m breite Kammer. Die beiden 3,5 und 3,4 m langen Tragsteine sind 1,05 m hoch und 0,4 bzw. 0,3 m dick. Der Endstein von 1,0 × 0,85 m ist nur 0,1 m dick. Das ausgesiebte Material, eine Menge ringförmige und zylindrischer Perlen aus Kalzit, Knochen und Muscheln, eine Speerspitze und bronzene Ringe dürften aus einem Grab stammen.
Der Dolmen ist seit 2012 als historisches Denkmal eingetragen.

## Dolmen 3
Der stark beschädigte Dolmen 3 im Norden liegt etwa weitere 200 m entfernt. Sein Deckstein  ist in mehrere Stücke zerbrochen, deren Hauptteil neben der Kammer liegt. Die Tragsteine sind im Wesentlichen ähnlich denen des Dolmen No. 2, jedoch ist die Kammer mit 1,4 m deutlich breiter. Die beiden etwa 3,1 und 2,95 m langen Tragsteine sind 1,05 m bzw. 0,9 m hoch und 0,35 bzw. 0,3 m dick. Der Endstein von 0,8 × 0,8 m ist kaum 0,1 m dick.
In der Nähe liegt der Dolmen de la Devèze-sud.